# Tuberculipochira
Tuberculipochira es un género de escarabajos longicornios de la tribu Acanthocinini.

## Especies
- Tuberculipochira similis Breuning, 1975
- Tuberculipochira wittmeri Breuning, 1975